# Фјамињано
Фјамињано (итал. Fiamignano) је насеље у Италији у округу Ријети, региону Лацио.
Према процени из 2011. у насељу је живело 184 становника. Насеље се налази на надморској висини од 1031 м.

## Становништво
Према резултатима пописа становништва 2011. у општини је живело 1.455 становника.
| 1936. | 1951. | 1961. | 1971. | 1981. | 1991. | 2001. | 2011. |
| ----- | ----- | ----- | ----- | ----- | ----- | ----- | ----- |
| 4.366 | 4.270 | 3.492 | 2.463 | 1.969 | 1.864 | 1.603 | 1.455 |